# Henry Schroer
Henry Schroer (* 1948; † 20. Juni 2013 in Neuseeland) war ein Fachmann für die Dressur von exotischen Tieren.

## Leben
Henry Schroer wurde als Sohn von Jeanette Schroer (geb. Althoff) 1948 in die „Circus-Dynastie Althoff“, zu der auch der deutsche Circus Williams von Carola Williams gehörte, geboren.
Am 3. November 1968 verließ er auf dem schwedischen Containerschiff Atlantic Saga von Bremerhaven aus Deutschland mit Gunther Gebel-Williams und den Tieren und weiteren 30 Artisten des Circus Williams. Mit den an „Ringling Bros. and Barnum & Bailey Circus“ verliehenen 17 Elefanten, 9 Tigern und 25 Pferden tourte er die folgenden zehn Jahre durch die USA. Unter anderem dressierte er dort Pferde, Elefanten, Kamele und Leoparden.
In den Jahren 1979 und 1980 war er mit den Elefanten des Circus Barum noch einmal in Europa zu sehen. Anschließend trainierte er Elefanten in Neuseeland. Er verstarb dort nach langer und schwerer Krebskrankheit am 20. Juni 2013.